# Samuel M. Shortridge

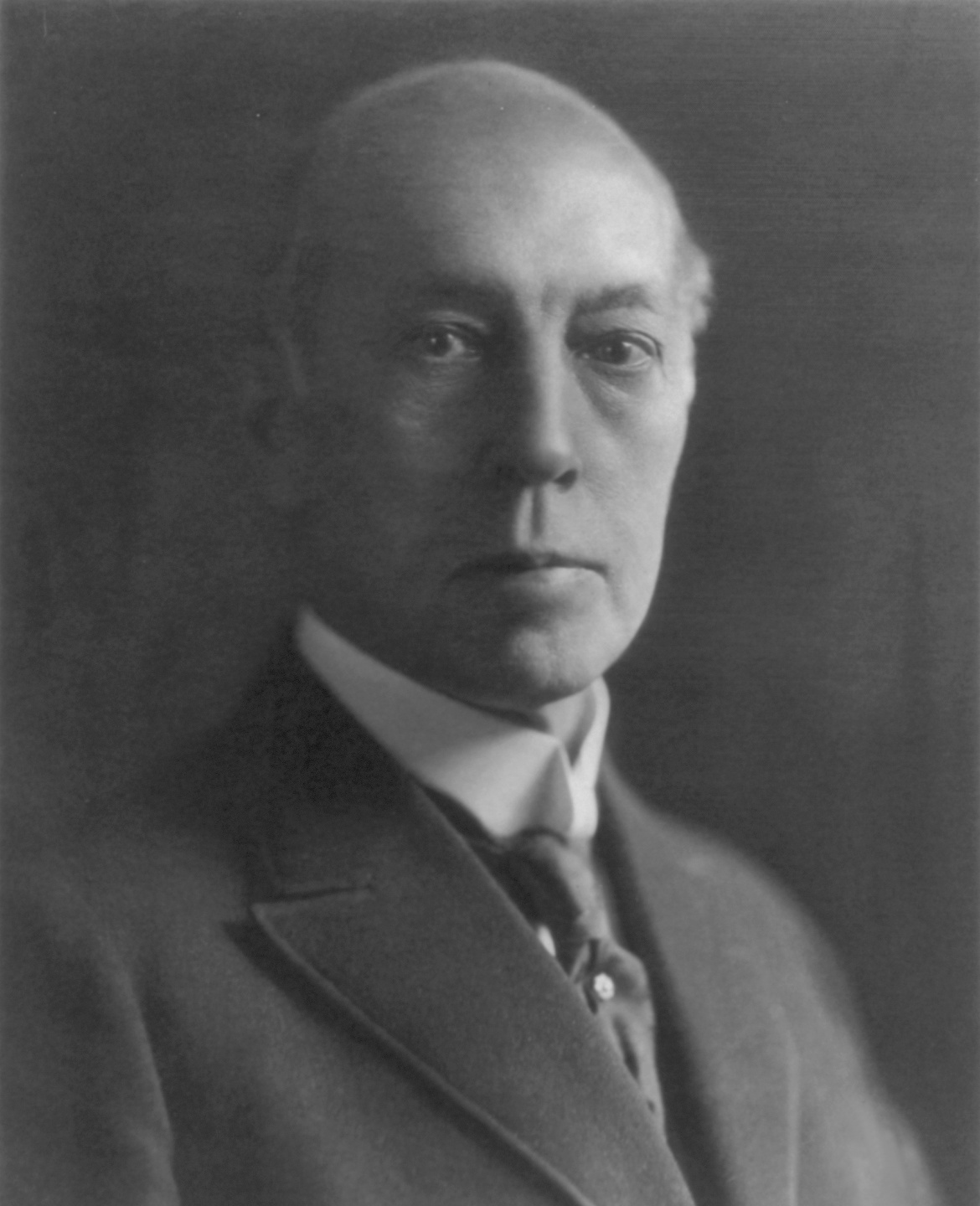
Samuel M. Shortridge

Samuel Morgan Shortridge, född 3 augusti 1861 i Mount Pleasant i Iowa, död 15 januari 1952 i Atherton i Kalifornien, var en amerikansk republikansk politiker. Han representerade delstaten Kalifornien i USA:s senat 1921-1933.
Shortridge avlade juristexamen vid University of California, Hastings College of the Law och inledde 1884 sin karriär som advokat i San Francisco. Han var elektor för Benjamin Harrison i presidentvalet i USA 1888. Han var senare elektor för William McKinley i presidentvalet 1900 och för William Howard Taft i presidentvalet 1908.
Shortridge besegrade sittande senatorn James D. Phelan i senatsvalet 1920. Han omvaldes 1926. En av Shortridges kampanjmedarbetare var systern Clara S. Foltz som hade år 1878 varit den första kvinnliga advokaten på USA:s västkust. Foltz var också den första kvinnan att kandidera i ett guvernörsval i Kalifornien men hon förlorade i republikanernas primärval inför guvernörsvalet 1930 mot James Rolph. Shortridge själv besegrades i republikanernas primärval inför senatsvalet 1932. Han efterträddes 1933 som senator för Kalifornien av demokraten William Gibbs McAdoo.
Shortridge var anställd på justitiedepartementet 1939-1943. Hans grav finns på Oak Hill Cemetery i San Jose.